# Parafia św. Antoniego z Padwy w Brzostowicy Małej
Parafia św. Antoniego z Padwy w Brzostowicy Małej – rzymskokatolicka parafia znajdująca się w Brzostowicy Małej, w diecezji grodzieńskiej, w dekanacie Brzostowica Wielka, na Białorusi.

## Historia
Pierwszy kościół powstał z fundacji prywatnej w 1550. W 1752 w Brzostowicy Małej był drewniany kościół pw. św. Antoniego Padewskiego. W 1784 zbudowano tu kaplicę. W latach 1851–1863 zbudowano nowy, murowany kościół w stylu klasycystycznym fundacji ziemianina Wołkowyskiego. W 1868 kościół został odebrany przez władze carskie i przekazany Cerkwi prawosławnej za przyjęcie w miasteczku powstańców styczniowych. Katolikom pozostawiono kaplicę włączoną do parafii św. Anny w Krynkach.
W 1919 kościół zwrócono katolikom. W latach międzywojennych parafia leżała w archidiecezji wileńskiej, w dekanacie brzostowickim. W 1939 liczyła ponad 1600 wiernych.
W 1946 proboszcz Brzostowicy Małej został zmuszony do wyjazdu w nowe granice Polski. W 1948 komsomolcy podpalili kościół. Niszczał on upadku ZSRS, gdy został zwrócony katolikom. Po remoncie w 1994 został ponownie konsekrowany. Od 1990 w Brzostowicy Małej regularnie odprawiano msze święte, które do oddania do użytku kościoła celebrowane były pod gołym niebem. W 2005 zwrócono także byłą plebanię. W 2006 mianowano pierwszego od 1946 proboszcza rezydującego w Brzostowicy Małej.